# Кім Джин Ґю (футболіст, 1985)
Кім Джин Ґю (кор. 김진규, нар. 16 лютого 1985, Йондок) — південнокорейський футболіст, захисник клубу «Фаджіано Окаяма».
Виступав за національну збірну Південної Кореї.

## Клубна кар'єра
У дорослому футболі дебютував 2003 року виступами за команду клубу «Чоннам Дрегонс», в якій провів два сезони, взявши участь у 26 матчах чемпіонату. Більшість часу, проведеного у складі «Чоннам Дрегонс», був основним гравцем захисту команди.
Своєю грою за цю команду привернув увагу представників тренерського штабу клубу «Джубіло Івата», до складу якого приєднався 2005 року. Відіграв за команду з Івати наступні два сезони своєї ігрової кар'єри. Граючи у складі «Джубіло Івата» також здебільшого виходив на поле в основному складі команди.
2007 року повернувся до клубу «Чоннам Дрегонс», а пізніше того ж року став гравцем «Сеула». Тренерським штабом нового клубу також розглядався як гравець «основи».
Протягом 2011 року встиг пограти в Китаї за «Далянь Шиде» та в Японії за «Ванфоре Кофу».
З 2012 року знову, цього разу три сезони захищав кольори команди клубу «Сеул».
2016 року перейшов до таїландського «Паттая Юнайтед», а за декілька місяців відправився до Японії, ставши гравцем «Фаджіано Окаяма». Відтоді встиг відіграти за команду з Окаями 10 матчів в національному чемпіонаті.

## Виступи за збірну
2004 року дебютував в офіційних матчах у складі національної збірної Південної Кореї. Наразі провів у формі головної команди країни 42 матчі, забивши 3 голи.
У складі збірної був учасником кубка Азії з футболу 2004 року у Китаї, чемпіонату світу 2006 року у Німеччині, кубка Азії з футболу 2007 року у чотирьох країнах відразу, на якому команда здобула бронзові нагороди.

## Титули і досягнення
- Переможець Юнацького (U-19) кубка Азії: 2004
- Бронзовий призер Кубка Азії: 2007